# 芷江西路
芷江西路是中華人民共和國上海市靜安區一條東西走向道路，西起滬太路，東至西藏北路。道路始建於中華民国10年（1921年），當時道路僅修築東段，道路命名為指江廟路。後道路向西延伸。1964年更名為芷江西路，名稱來源自湖南芷江。